# Bradysia moerens
Bradysia moerens är en tvåvingeart som först beskrevs av Johannes Winnertz 1868.  Bradysia moerens ingår i släktet Bradysia och familjen sorgmyggor.
Artens utbredningsområde är Polen. Inga underarter finns listade i Catalogue of Life.